# Airbnb
Airbnb, (pronunciación en inglés: /ˈɛərˌbiːˈænˈbiː/) es una compañía que ofrece una plataforma digital dedicada a la oferta de alojamientos a particulares y turísticos (alquiler vacacional) mediante la cual los anfitriones pueden publicitar y contratar el arriendo de sus propiedades con sus huéspedes; anfitriones y huéspedes pueden valorarse mutuamente, como referencia para futuros usuarios. El nombre es un acrónimo de airbed and breakfast. Airbnb tiene una oferta de unas 2 000 000 propiedades en 192 países y 33 000 ciudades. Desde su creación en noviembre de 2008 hasta junio de 2012 se realizaron 10 millones de reservas.

## Historia
Airbnb fue fundada en noviembre de 2008 por Brian Chesky, Joe Gebbia y Nathan Blecharczyk en San Francisco, California. 
Las tres personas compartían un apartamento cuya renta subió un 25 %, por lo que Blecharczyk tuvo que dejar su habitación. Para pagar la renta, Chesky y Gebbia decidieron ofrecerla en el foro de asistentes a un congreso de diseñadores en el que participaban, instalando un colchón hinchable (en inglés, airbed). Esta experiencia inspiró la empresa y el nombre, basado en la expresión inglesa para definir el pequeño hospedaje, Bed and Breakfast (cama y desayuno) o BnB, transformado en airbed and breakfast (colchón inflable y desayuno) o AirBnB, interpretable como «hotel de aire».
La financiación original fue obtenida de la incubadora de empresas Y Combinator. Más tarde Greylock Partners, Sequoia Capital y Ashton Kutcher también invirtieron en la empresa. Airbnb abrió 6 oficinas internacionales a principios de 2012 en las siguientes ciudades; París, Milán, Barcelona, Copenhague, Moscú y São Paulo.

## Críticas y controversias

### Asequibilidad de la vivienda
Airbnb ha sido criticado por inflar presuntamente los precios del alquiler y la vivienda. Desde que la compañía comenzó con su expansión a nivel global, diversos gobiernos han aprobado regulaciones para limitar las operaciones de empresas de alojamientos turísticos, como Airbnb.
En San Francisco, el problema generó protestas en noviembre de 2015.
Varios estudios demuestran que los precios del alquiler en muchas zonas se han incrementado debido a Airbnb, ya que los propietarios quitaron sus viviendas del mercado del alquiler de largo plazo para alquilarlos como pisos turísticos usando Airbnb. Los propietarios han sido acusados de desalojar ilegalmente a los inquilinos para convertir sus propiedades en pisos turísticos en Airbnb.
Un estudio publicado en 2017 demostró que un incremento del 10% en la oferta de pisos por Airbnb en un barrio llevó a un incremento del 0,42% en la renta del alquiler y un incremento del 0,76% en el precio de la vivienda.
Un estudio encontró que en Lower East Side (Nueva York), alquilar una vivienda a tiempo completo mediante plataformas de alquiler vacacional genera de 2 a 3 veces más beneficios.
Un estudio del departamento de economía de la Universidad de Massachusetts Boston demostró que por cada 12 anuncios en Airbnb por sección censal, los precios del alquiler subieron un 0,4%.
Problemas similares han surgido en otras partes del mundo como Escocia, donde en 2017, un incremento en los anuncios publicados en Airbnb alarmó a la comunidad local. Airbnb ha llevado a cabo un intenso cabildeo con los políticos escoceses para oponerse a una ley que limitaba el alquiler turístico de corto plazo.

### Correos masivos
En junio de 2011, el bloguero y competidor Dave Gooden alegó que la práctica de ventas dudosas, incluyendo envío masivo de correos electrónicos automáticos remitidos a los dueños de propiedades en Craigslist, ha llevado al éxito de Airbnb como empresa de nueva creación en Internet. Esta táctica para abarcar usuarios fue utilizada en más sitios Web cuando se construye el negocio de la compañía en 2009. Sin embargo, la compañía encontró que dicha práctica era en gran medida ineficaz.

### Informes negativos
En julio de 2011, empezaron los primeros informes negativos, a partir de un cliente, «EJ», quien sufrió un robo y el destrozo en su apartamento por parte de un huésped procedente de Airbnb. Después de 14 horas sin respuesta, Airbnb inicialmente indicó que no compensaría los daños. Más tarde rectificaron esta decisión debido a la negativa reacción pública. Después de tres días atendiendo a la víctima, ésta afirma que Airbnb animó a retirar su denuncia por el «impacto potencialmente negativo» que podría perjudicar a la empresa, y por lo tanto dejó de comunicarse por completo con ellos.
Tras el incidente, más clientes (dueños, anfitriones, etc. de viviendas) expusieron sucesos similares, incluyendo a un hombre cuya casa había sido alquilada a través de Airbnb por un adicto a la metanfetamina que más tarde robó el certificado de nacimiento de dicho dueño, y destrozó todo lo que tenía, causando miles de dólares en daños. El dueño expresó su insatisfacción similar a la de «EJ» con la respuesta que obtuvo de Airbnb sobre dicha situación.
Además, en 2012, hubo una redada policial en un apartamento escandinavo que fue alquilado por dos prostitutas a través de Airbnb.
En respuesta a los reclamos sobre los daños a la propiedad por parte de los huéspedes, Airbnb lanzó la «Garantía Airbnb para anfitriones» que consiste en un programa de protección de la propiedad, que salió en agosto de 2011 y que cubría la pérdida o daños causados por el vandalismo en la propiedad y también por robo (hasta $ 50 000).
Además, la compañía inició un servicio de atención al cliente 24 horas, estableció un departamento para revisar las actividades sospechosas y puso en marcha un conjunto de medidas de seguridad. En mayo de 2012, Airbnb contrató un seguro en Lloyd's of London y así consiguió extender la garantía a un millón de dólares en daños a la propiedad, sin costo extra para los dueños de las propiedades listadas en la Web.
En junio de 2018 Bruselas instó a la compañía a que realizara varias modificaciones para proteger a los consumidores. Dos meses después Airbnb se comprometió con la Comisión Europea a aumentar la transparencia de las tarifas y reforzar los derechos de los usuarios de su plataforma, entre otros, identificando si quien se encuentra detrás del alquiler es un profesional o particular, y mostrando los costes de la limpieza y otros añadidos desde el principio -hasta el momento aparecen al final del proceso de contratación-.

### Elusión de impuestos
Airbnb ha sido acusada de eludir impuestos por medio de un sistema doble irlandés consistente en filiales en Irlanda y Jersey.

### Crisis del Coronavirus
A raíz de la pandemia de COVID-19 declarada por la Organización Mundial de la Salud, Airbnb modificó sus cláusulas de cancelación para facilitar la devolución de las reservas abonadas por sus clientes, con porcentajes variables e incluyendo o no gastos y/o comisiones, según países y según fechas, llegando al 100% en la mayoría de los contextos, y estableciendo un fondo para compensar a los anfitriones afectados hasta en un 25% de las cancelaciones sufridas. Además, ha ofrecido estancias gratuitas a un elevado número de personal sanitario en lucha contra la pandemia.

## Situación jurídica
La situación jurídica del alquiler vacacional es un tema controvertido en el que las administraciones todavía están legislando y definiendo las reglas a las que se debe de ajustar cada alquiler vacacional. La legalidad vigente varía entre países y en el caso de España, incluso entre comunidades autónomas.

### Ámsterdam
En Ámsterdam las autoridades han criticado a Airbnb alegando que sus transacciones eluden las normas locales, como el pago de las tasas turísticas.

### Barcelona
En diciembre de 2016 el ayuntamiento de Barcelona fue condenado en costas en el primer juicio de pisos turísticos en Barcelona después de que el Consistorio reconociera ante el Juzgado que la actuación administrativa no se ajustaba a derecho después de las inspecciones masivas iniciadas en agosto de 2014.

### Santiago de Chile
En 2012 el sitio en línea comienza a ofrecer a sus usuarios la posibilidad de arrendar sus casas como lugar de alojamiento para turistas. Desde la plataforma virtual señalan que en 2017 se registraron más de 540 mil estadías de huéspedes en Chile, un 151 % más que las alcanzadas en 2016. Según las cifras indicadas por la Federación de Empresas de Turismo Chile (Fedetur), Airbnb representa hoy un tercio de todos los alojamientos disponibles en Santiago, lo que provoca un desencuentro con el resto de la industria hotelera en el país que antes de la llegada de la plataforma constituían el 100 % de la oferta en hospedajes.
Además la situación legal en Chile es compleja ya que la mayoría a de los arriendos particulares por medio de la plataforma Airbnb no cumple los requisitos legales, ya sea por el tipo de propiedad, el periodo de tiempo de arriendo o las propias normas de las comunidades, por ejemplo el caso de un edificio en el que un anfitrión que arrendaba su apartamento fue sancionado y habría interpuesto un recurso de protección ante la justicia, el cual fue denegado por no ser esta una práctica que este dentro del marco legal chileno. Este recurso había sido interpuesto luego que dicha administración acordara aplicar multas a los copropietarios que utilizaran la plataforma Airbnb para ofrecer arriendos de sus departamentos. Estos cobros, según lo estipulado por la administración en una circular emitida el 15 de marzo de 2018, podían llegar a las 25 Unidades de Fomento ($ 680 698) y, en caso de reincidencia, la multa podía ascender a 100 Unidades de Fomento ($ 2 722 790).

### Nueva York
En enero de 2013, el usuario de Airbnb, Nigel Warren, fue condenado a pagar una multa de 2400 dólares a la ciudad de Nueva York por el alquiler de su habitación en Airbnb. Fue debido a una infracción en la «ley de hoteles ilegales» vigente desde 2011 en la Gran Manzana para proteger a la industria hotelera. Warren alquiló su dormitorio en un apartamento del East Village en septiembre de 2012 a una mujer por tres días en la plataforma Airbnb. Los agentes especiales de Nueva York encargados de hacer que se cumpla la ley impusieron una sanción de más de 40 000 dólares al dueño del piso por violar la normativa de los hoteles transitorios, informa el Times. La legislación neoyorquina prohíbe a los residentes alquilar sus propiedades por períodos inferiores a 30 días, a no ser que vivan en la casa durante la estancia del huésped. Este fue el caso de Nigel Warren, cuyo compañero permaneció en el domicilio mientras duraba el alquiler gestionado por Airbnb. 
Finalmente, el beneficiario del alquiler accedió a pagar la multa final, de 2400 dólares, en lugar de su casero, que fue acusado de operar como un hotel ilegal. Airbnb ha emitido un comunicado en el que asegura que continuará plantando batalla legal en este caso. Entre sus condiciones de servicio figura que los usuarios deben cumplir las legislaciones locales, pero la compañía estadounidense sostiene que las leyes de la ciudad de Nueva York no se dirigen a los inquilinos individuales, sino a prevenir que los propietarios compren edificios residenciales y los operen como alojamientos turísticos.

### Quebec
El 26 de mayo de 2013, el periódico The Globe and Mail publicó un artículo titulado «Quebec toma medidas contra Airbnb» con respecto a la objeción que presentó la sección de Turismo de Quebec por el tipo de vacaciones ofrecidas en Airbnb. Una portavoz de Turismo Quebec dice que la provincia está investigando a 2000 personas por el alquiler de sus viviendas para estancias de corta duración sin un permiso. «Los agentes del gobierno, incluso están haciendo solicitudes de reserva falsas para aumentar los incidentes. A los residentes no se les permite hacer publicidad o alquilar su apartamento de forma regular, por menos de 31 días sin registrarse y pagar una cuota de $ 250. La ley y los reglamentos de establecimientos turísticos es clara», dijo Suzanne Asselin a la emisora de radio 98.5 FM de Montreal. El objetivo, dijo, es garantizar la seguridad de los visitantes a la provincia. para el año 2015 se convirtió en patrocinador de la copa América Chile 2015, y también fue patrocinador de Marussia F1 Team en Fórmula 1.

### Toronto
7 de diciembre de 2017, CBC News, publicó una noticia haciendo referencias a la votación que hubo por parte de los legisladores para poner reglas al tema de los alquileres temporales. Esto pasó después de múltiples quejas por parte de gente relacionada al mercado hotelero y al de bienes raíces a todo lo largo y ancho de Canadá. Nick Bednarz, vicepresidente del Consejo de Edificios de Departamentos de Toronto, dijo que la situación no estaba siendo buena ni para propietarios ni inquilinos. Una de las medidas principales es que los propietarios solo podrán alquilar temporalmente espacios en lugares dónde ellos mismos residen.

### Puerto Rico
29 de mayo de 2018:
Tras la celebración de esta controversia hace ya más de dos días de vistas públicas sobre el proyecto que impondría una moratoria de un año sobre los alquileres a corto plazo en el Viejo San Juan, el presidente de la Legislatura Municipal de la capital, Marcos Rigau, se prepara para presentarle a la alcaldesa Carmen Yulín Cruz una propuesta que pueda «armonizar» los intereses entre los residentes y propietarios de la plataforma Airbnb en la isleta capitalina.

### Ciudad de México
En 2024, el congreso de la Ciudad de México aprobó un dictamen que impondrá regulaciones tales como el tope de 50% a la ocupación anual de un inmueble.